# Jerzy Tyszkiewicz
Jerzy Tyszkiewicz herbu Leliwa (ur. 1596 w Wisztyńcu, zm. 17 stycznia 1656 w Domnowie), biskup żmudzki i wileński, kanclerz Akademii i Uniwersytetu Wileńskiego Towarzystwa Jezusowego w latach 1650–1656.
Syn Eustachego Jana i Zofii z Wiśniowieckich. Kształcił się w akademiach jezuickich w Wilnie, Lublinie i Poznaniu oraz w Akademii Krakowskiej. Po przyjęciu święceń kapłańskich został kanonikiem krakowskim, a następnie w 1626 wileńskim. 17 maja 1627 prekonizowany biskupem tytularnym Methone i sufraganem wileńskim. 19 grudnia 1633 został nominowany ordynariuszem żmudzkim; rządy w tej diecezji objął 25 czerwca 1634 r. Na sejmie koronacyjnym 1633 roku wyznaczony deputatem na Trybunał Skarbowy Wielkiego Księstwa Litewskiego. Dbał o karność duchowieństwa i rozwój szkolnictwa, przeprowadził wizytację diecezji, czterokrotnie przeprowadził synod diecezjalny (1636, 1639, 1643, 1647). W 1637 ufundował kalwarię w miejscowości nazwanej Kalwarią Żmudzką oraz osadził tam dominikanów fundując także ich klasztor. W 1632 konsekrował kościół dominikanów w Sejnach. Skutecznie łączył administrację swojej diecezji z działalnością polityczną w senacie oraz sejmach i sejmikach.
W 1635 roku został wyznaczony senatorem rezydentem. Za rządów Władysława IV angażował się w działalność dyplomatyczną. W 1638 był legatem Władysława IV do papieża Urbana VIII, od którego uzyskał tytuł prałata domowego. W 1645 roku przewodniczył teologom katolickim na odbywające się w Toruniu Colloquium Charitativum – rozmowę ewangelików i katolików mającą doprowadzić do pojednania wyznań.
W 1648 roku był elektorem Jana II Kazimierza Wazy z Księstwa Żmudzkiego.
9 grudnia 1649 przeniesiony na biskupstwo wileńskie. Przeprowadził w nim synod diecezjalny, wizytował parafie. Na sejmie 1653 roku wyznaczony z Senatu komisarzem do zapłaty wojsku Wielkiego Księstwa Litewskiego. W okresie wojny szwedzkiej przebywał w Królewcu.
Za jego zgodą biskup Jerzy Białłozor 20 października 1655 roku podpisał ugodę kiejdańską oddającą Wielkie Księstwo Litewskie pod protekcję Szwecji.
Pochowany w katedrze wileńskiej.